# 亞歷山大·塔莫特
亞歷山大·塔莫特（1973年2月2日—）是一位愛沙尼亞鐵餅運動員。他是2004年雅典奧運會鐵餅比賽的銅牌得主。2005年，他在世界田徑錦標賽上獲得第四名。他的個人最好成績是70.82m (232'3½")。